# Бобровая (приток Светлой)
Бобровая — река в России, протекает по Республике Коми. Устье реки находится в 28 км по правому берегу реки Светлая. Длина реки составляет 35 км. В 17 км от устья по правому берегу впадает река Правая Бобровая.

## Данные водного реестра
По данным государственного водного реестра России относится к Двинско-Печорскому бассейновому округу, водохозяйственный участок реки — Печора от водомерного поста Усть-Цильма и до устья, речной подбассейн реки — бассейны притоков Печоры ниже впадения Усы. Речной бассейн реки — Печора.
Код объекта в государственном водном реестре — 03050300212103000078519.